# Emmanuel Lerouge
Pour les articles homonymes, voir Lerouge.
Emmanuel Lerouge , né le 8 juin 1904 à Cuvillers dans le Nord et mort le 17 mars 1944 au Stalag X-B à Sandbostel en Allemagne, est un homme politique et un résistant français, otage communiste FTPF.

## Biographie
Emmanuel Lerouge naît le 8 juin 1904 à Cuvillers dans le Nord, en France. Il se marie le 11 décembre 1926 avec Hélène Dumont à Somain, il a deux enfants. Il est conseiller municipal de cette même commune et réside, au 18 rue du Progrès. Il entre le 28 février 1927 à la Compagnie des chemins de fer du Nord.
Les Allemands l'arrêtent le 20 août 1941 en représailles d'un vol d'explosif commis à la fosse De Sessevalle de la Compagnie des mines d'Aniche. Il est d'abord interné à la citadelle de Huy en Belgique puis il est envoyé au centre de séjour surveillé de Doullens dans la Somme. Il est transféré au camp de Pithiviers le 31 mars 1943 puis au camp de Voves le 19 novembre de la même année. Les Allemands le prennent en charge et il est transféré le 9 mai 1944 de Compiègne vers Neuengamme où il porte le matricule 30 191. Il est affecté au commando de Bremen-Farge pour y contribuer à l'édification de l'abri sous-marin Valentin.
Il meurt d'épuisement en déportation le 17 mars 1944 à l'hôpital du Stalag X-B à Sandbostel en Allemagne, celui-ci recevant les déportés victimes d'épidémies. Son nom apparaît sur le monument aux morts de Somain situé dans le cimetière communal et sur le monument aux morts de la gare. Une rue porte son nom à Somain, en forme d'arc-de-cercle par rapport à la rue qui porte le nom de Jules Caffart, elle donne sur la rue qui porte le nom d'André Denimal, ces deux personnes étant également mortes durant la Seconde Guerre mondiale.

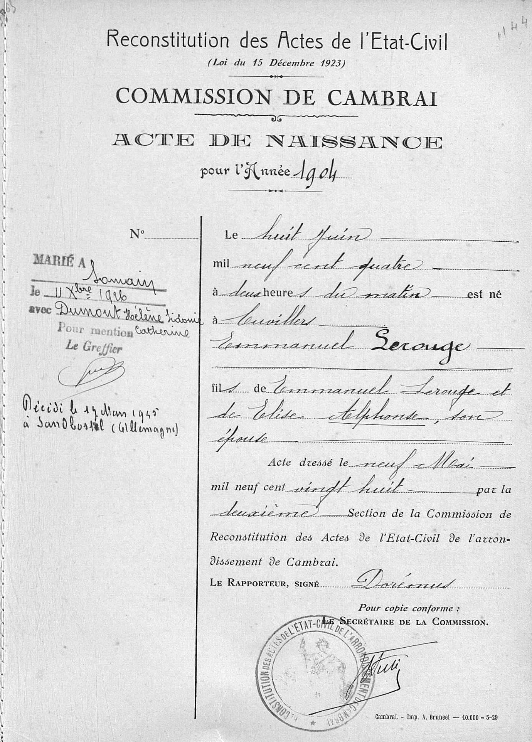
Acte de naissance d'Emmanuel Lerouge, reconstitué le 9 mai 1928.
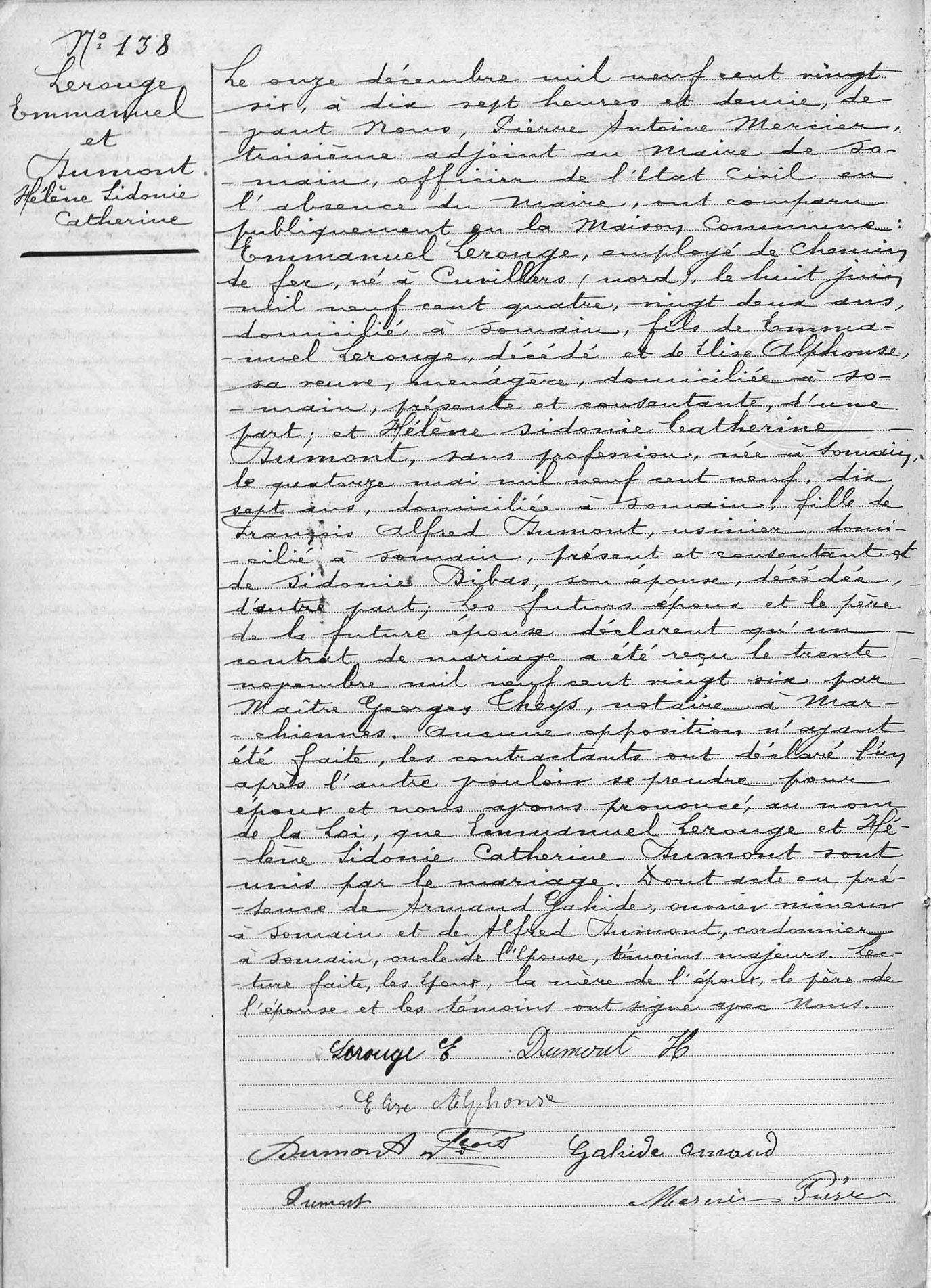
Acte de mariage, daté du 11 décembre 1926.
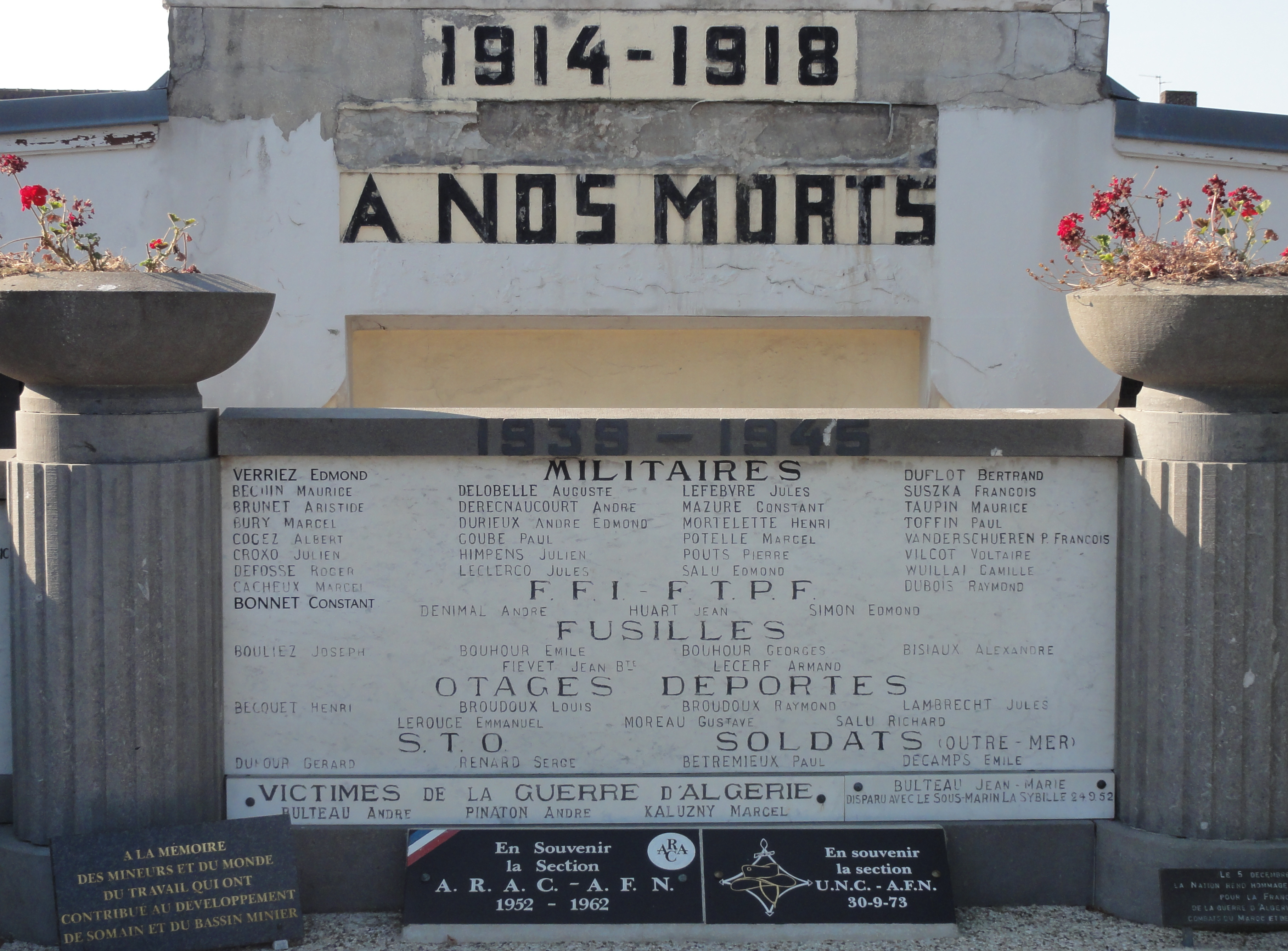
Emmanuel Lerouge est mentionné parmi les otages et les déportés sur le monument aux morts.
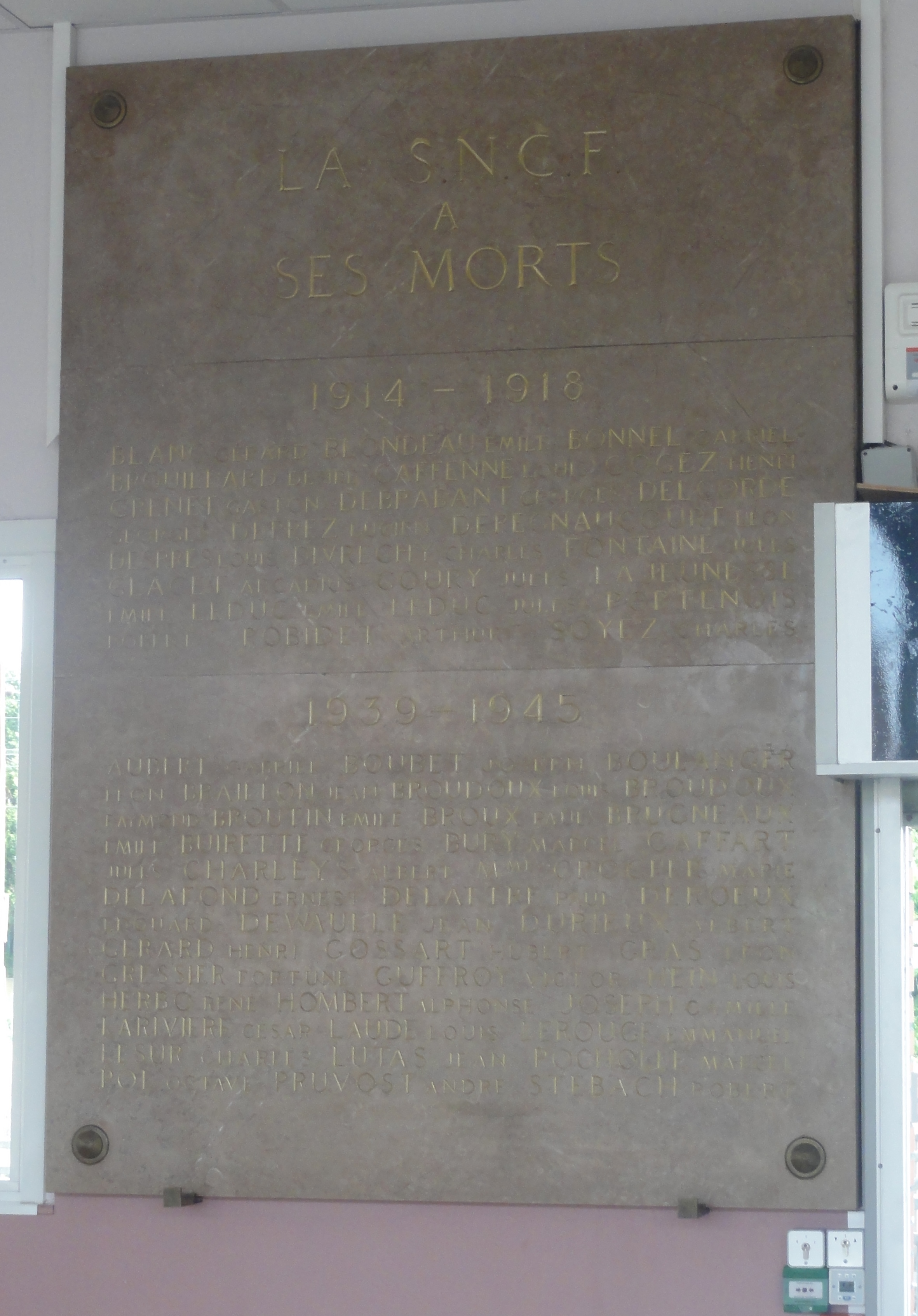
Monument aux morts de la gare de Somain.
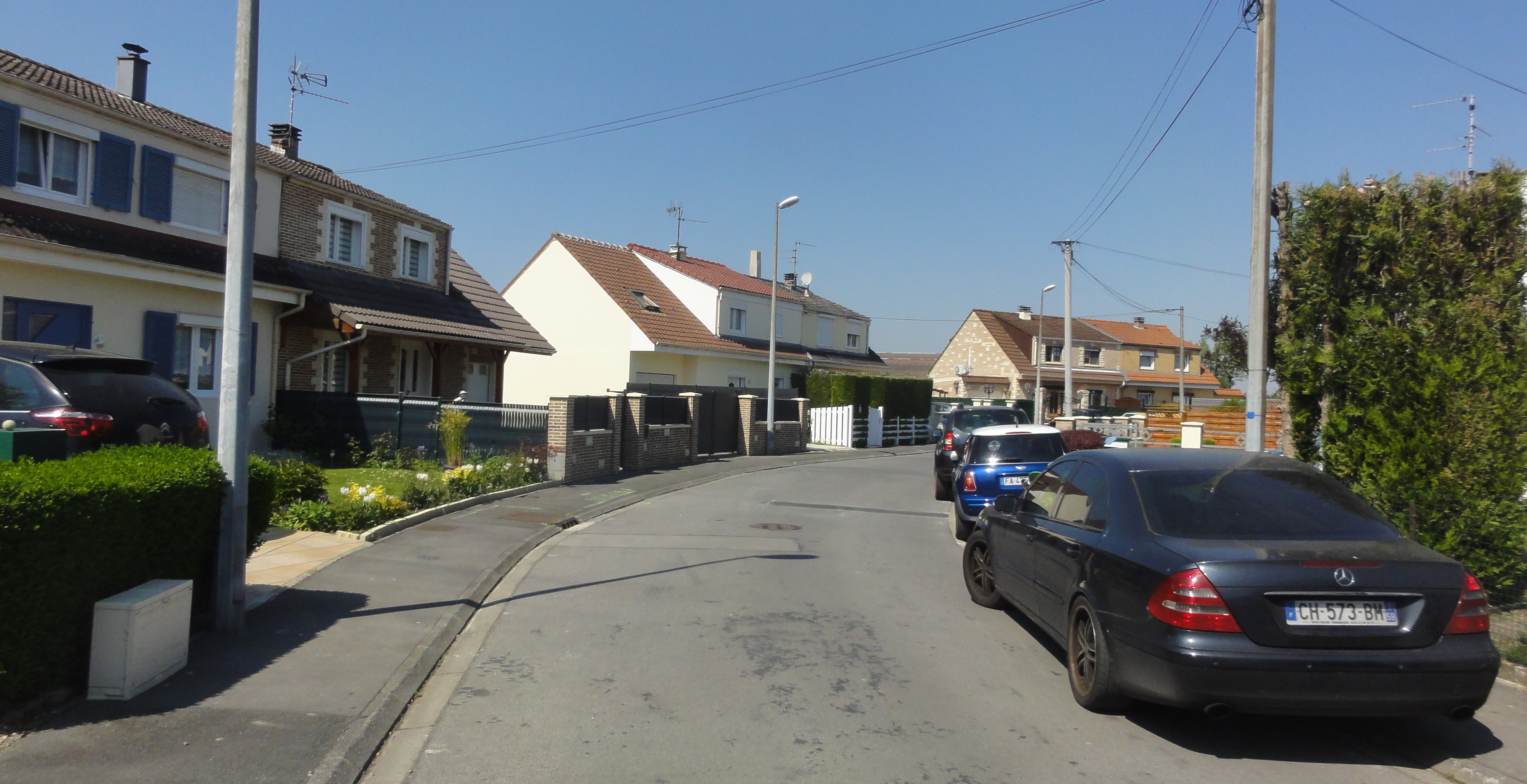
La rue Emmanuel-Lerouge en avril 2019.